# بينياتا

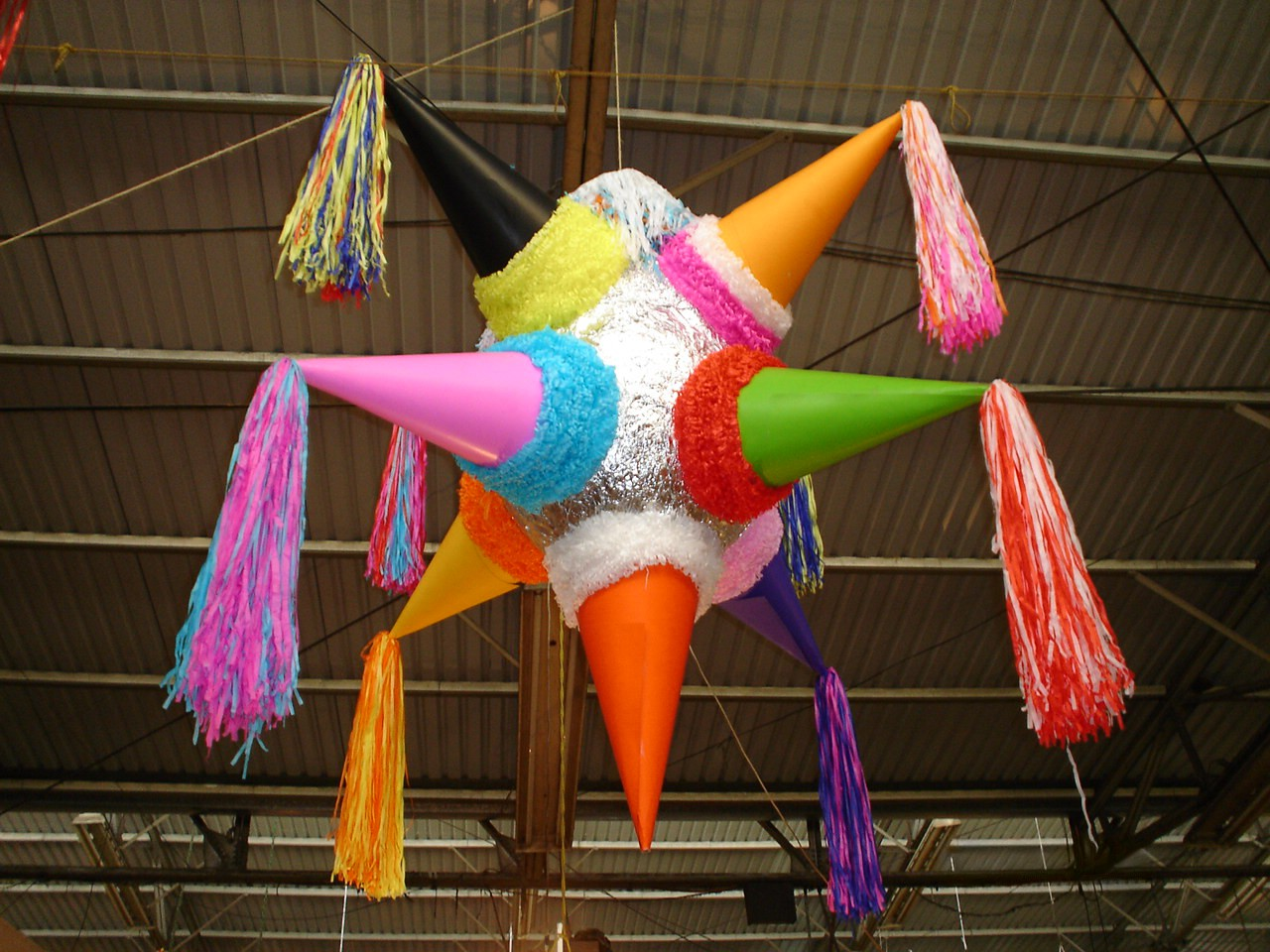
بنياتة علي شكل نجمة ذات تسع حواف

البِنياتة أو البِنياتا (نقحرة: بينياتا) هي حاوية، يغلب أن تصنع من الورق المُعجن أو الفخار أو القماش، وتُزين وتُملأ بالحلوى ثم تكسر جزء من الاحتفال. ظهرت البِنياتة أول مرة بالمكسيك. وجاءت فكرتها عن طريق كسر حاوية مليئة بالمكافآت إلى أوروبا في القرن الرابع عشر.حيث نقل الإسبان التقاليد الأوروبية إلى المكسيك، وعلى الرغم من وجود تقاليد مماثلة في أمريكا الوسطى، مثل احتفال الأزتيك بعيد ميلاد الإله ويتزيلويوتشلي Huītzilōpōchtli إله الحرب وكبير الآلهة في البانثينون الأزتيكي أو مجمع آلهة الأزتيك في منتصف ديسمبر من كل عام. وفقًا للسجلات المحلية، بدأ تقليد كسر البِنياتة المكسيكي في بلدة أكولمان التي تقع شمال العاصمة المكسيكية مدينة مكسيكو مباشرة، حيث صُنعت البِنياتة في الأساس لأغراض التعليم المسيحي بالإضافة إلى الإحتفال بمولد كبير آلهة الأزتيك الإله ويتزيلوبوتشلي الذي لم يُحتفل به في الوقت الحالي بعد بسبب أنتشار المسيحية بين السكان الأصليين في المكسيك ولذلك مُنعت الاحتفالات الوثنية بحسب القوانين التي تفرضها المسيحية، ولا تزال البِنياتة جزءًا مميزاً من الثقافة المكسيكية، وثقافات البلدان الأخرى في دول أمريكا اللاتينية، وكذلك الولايات المتحدة، لكنها فقدت طابعها الديني في الغالب واصبحت ذات طابع احتفالي ترفيهي وحسب.

فيديو قصير يصور امرأة تضرب بِنياتة في احتفال.

## التأثيل
بحسب علم التأثيل الكلمة الإسبانية piñata التي تُنطق بِنياتة هي ربما مُشتقة من الكلمة pignatta الإيطالية والتي تُنطق بِنياتة أيضاً والتي تعني بالعربية «وعاء هش» أو من كلمة pigna تترجم حرفيا. كوز صنوبر   أو مشتقة أيضًا من كلمة piña الإسبانية والتي تُنطق بينيا تترجم حرفيا. كوز صنوبر

## تاريخ البِنياتة

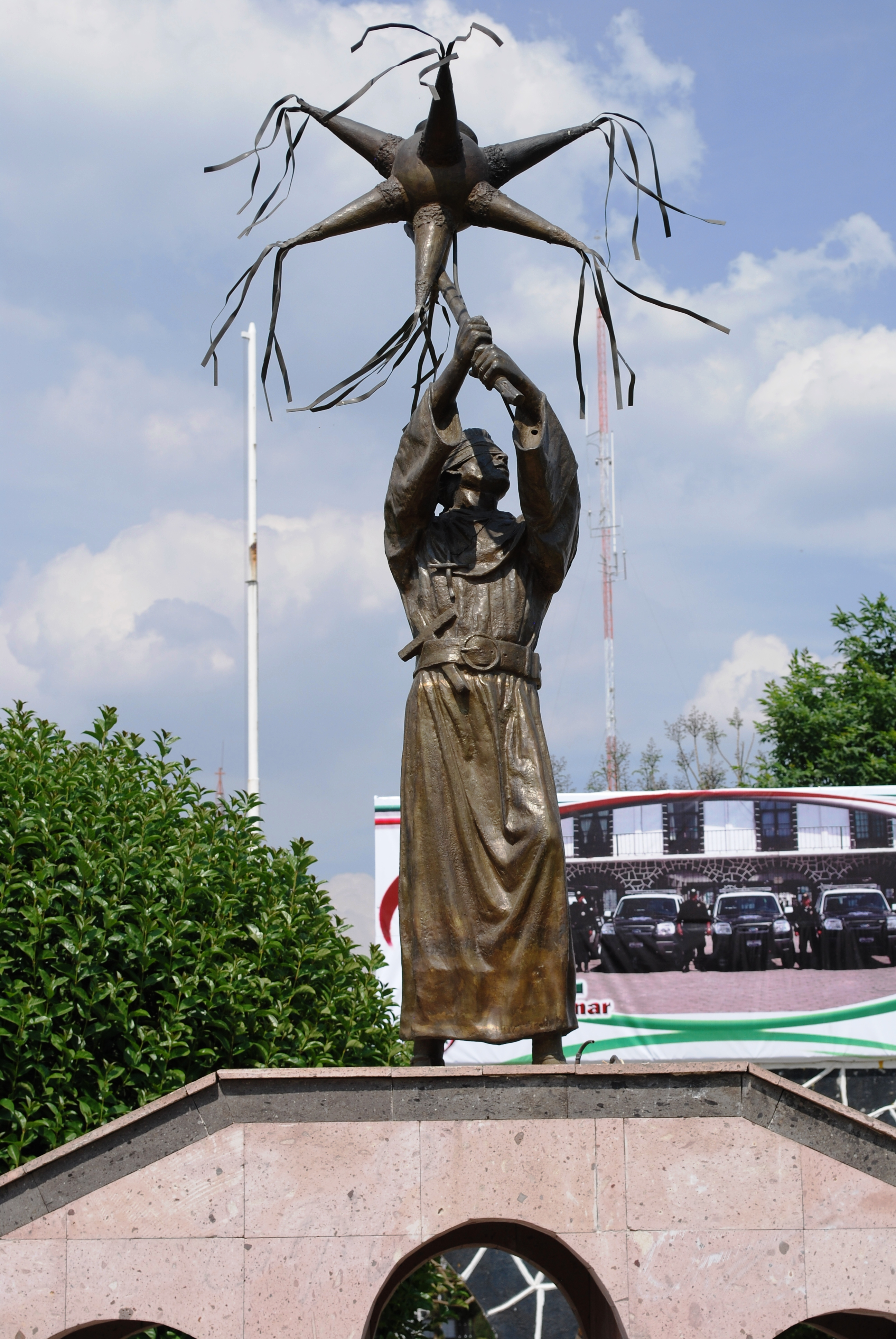
تمثال لراهب فرنسيسكاني وهو يضرب بِنياتة في منصوب في مدينة أكولمان بولاية ميكسيكو

على الرغم من أن تقليد كسر البِنياتة يُستخدم في الوقت الحالي عادة كنشاط ممتع في الاحتفلات، إلا أن أصولها ترجع لعادات أخرى.  وهناك بعض الجدل القائم حول اصول هذا التقليد حيث يقول البعض أن أصله إسبانياً ويقول البعض أن أصله ليس إسبانيًا بل صينيًا.  حيث ظهر في الصين نسخة من البِنياتة ولكن النسخة الصينية على شكل بقرة أو ثور واستخدمت للاحتفال ببدء العام الجديد. حيث تُزين برموز وألوان تهدف إلى تهيئة مناخ مناسب لموسم الزراعة القادم. تُحشى بخمسة أنواع من البذور ثم تُضرب بعصي من ألوان مختلفة. بعد كسر البِنياتة، تُحرق البقايا ويُحتفظ بالرماد الباقي لأن هذا يجلب الحظ الجيد بحسب أعتقادهم.   
و قد وصل هذا التقليد إلى أوروبا في القرن الرابع عشر حيث ارتبط هذا التقليد بالاحتفال المسيحي ببدء الصوم الكبير أو كما تعرف بالأربعين المقدسة أو الصوم الأربعيني وفي إسبانيا، أصبح الأحد الأول من الصوم الكبير أو أحد الرفاع كما يسمي في الكنيسة القبطية يسمي بـ "أحد البِنياتة "، احتفالًا يُعرف باسم رقصة البِنياتة. كما يشير الأصل الإيطالي للكلمة، pignatta (أيضًا pignata وpignàta ) التي تعني "وعاء طبخ من الخزف"، واستخدم الإسبان في البداية وعاءًا من الطين العادي، قبل البدء في تزيينه بشرائط، تُبهرَج بوورق ملون. يُعتقد أن أصل الكلمة الإيطالية مرتبط بالكلمة اللاتينية pinea، "pine cone".  
نقل الإسبان تقليد البِنياتة الأوروبي إلى المكسيك في القرن السادس عشر. ومع ذلك، كان هناك تقليد مماثل في أمريكا الوسطى بالفعل. تقليد المايا مشابهًا لتقليد البِنياتة الحديث، بما في ذلك عصب عين المشارك وهو يضرب البِنياتة. وعند الأزتيك تقليد مشابه حيث يحتفلون بعيد ميلاد الإله ويتزيلويوتشلي Huītzilōpōchtli إله الحرب وكبير الآلهة في البانثينون الأزتيكي أو مجمع آلهة الأزتيك في منتصف ديسمبر من كل عام. كان الكهنة يزينون إناء فخاريًا بالريش الملون. عندما تُكسر القدر بعصا أو مضرب، فإن الكنوز الموجودة بداخله ستقع على أقدام المعبود قربانَا.  وفقًا للسجلات المحلية، استُخدمت البِنياتة لأول مرة لأغراض الكرازة في عام 1586، في أكولمان، في ولاية المكسيك الحديثة، شمال مدينة مكسيكو مباشرة. قام الرهبان الأوغسطينيون هناك بتعديل البنيات الأوروبية وخلقوا تقليد لاس بوساداس لاستقطاب الاحتفال بميلاد Huitzilopochtli، الذي احتُفِل به في منتصف ديسمبر.    
خصص التفسير الكاثوليكي المكسيكي معاني تتعلق بالعقيدة الكاثوليكية للنضال ضد الإغراء، واستخدمت لأغراض التعليم المسيحي. في هذا التقليد، تمثل النقاط السبع الخطايا السبع المميتة، ويمثل الإناء الشر، والفاكهة الموسمية والحلوى داخل إغراءات الشر. قيل أن الشخص الذي يحمل العصا معصوب العينين لتمثيل الإيمان، والتحول والغناء والصراخ يمثل الارتباك الذي تسببه التجربة. في بعض التقاليد، يتحول المشارك إلى ثلاث وثلاثين مرة، واحدة لكل سنة من حياة المسيح. عندما يتغلب المشارك على البِنياتة، من المفترض أن يمثل النضال ضد الإغراء والشر. عندما ينكسر البِنياتة، يقول البعض (على عكس التفسيرات الأخرى) أن المعالجات في الداخل تمثل ثمار الحفاظ على الإيمان.   
ومع ذلك، منذ هذا الوقت فقدت البِنياتة أهميتها الدينية وأصبحت مشهورة في العديد من أنواع الاحتفالات، ليس فقط خلال لاس بوساداس في ديسمبر. استُبدل وعاء الفخار بحاوية من الورق المعجن.  حتى أن إنشاء البِنياتة قد اتخذ جانبًا فنيًا في بعض المجالات. قام كل من David Gamez وCecilia Meade برعاية عرض لبناتا كفن وليس مجرد خدمة حزبية. كان الحدث يسمى Piñatarama، مع 25 بنياتة مصنوعة من الورق المعجن في Vértigo Galería في مكسيكو سيتي، وجميع الأعمال الفنية الأصلية لرسامين الرسوم البيانية، من 23 دولة بما في ذلك أستراليا. ومن بين الرسامين الذين شاركوا 1000 تشانغوس وألان سيبر وأباك وبن نيومان وسيسي ميد وكريستيان تورديرا وكوبكو ودانييل بيرمان.  في تيباتيتلان، أنشئت أكبر بِنياتة تقليدية ذات سبعة رؤوس في العالم في عام 2010. يبلغ قياسها 11.2 مترًا، وهي مصنوعة من الألياف الزجاجية وتزن 350 كيلوجرامًا. وهو يتفوق على حامل الرقم القياسي السابق في غينيس والذي صُنع في عام 2008 في ولاية بنسلفانيا. 

## في المكسيك

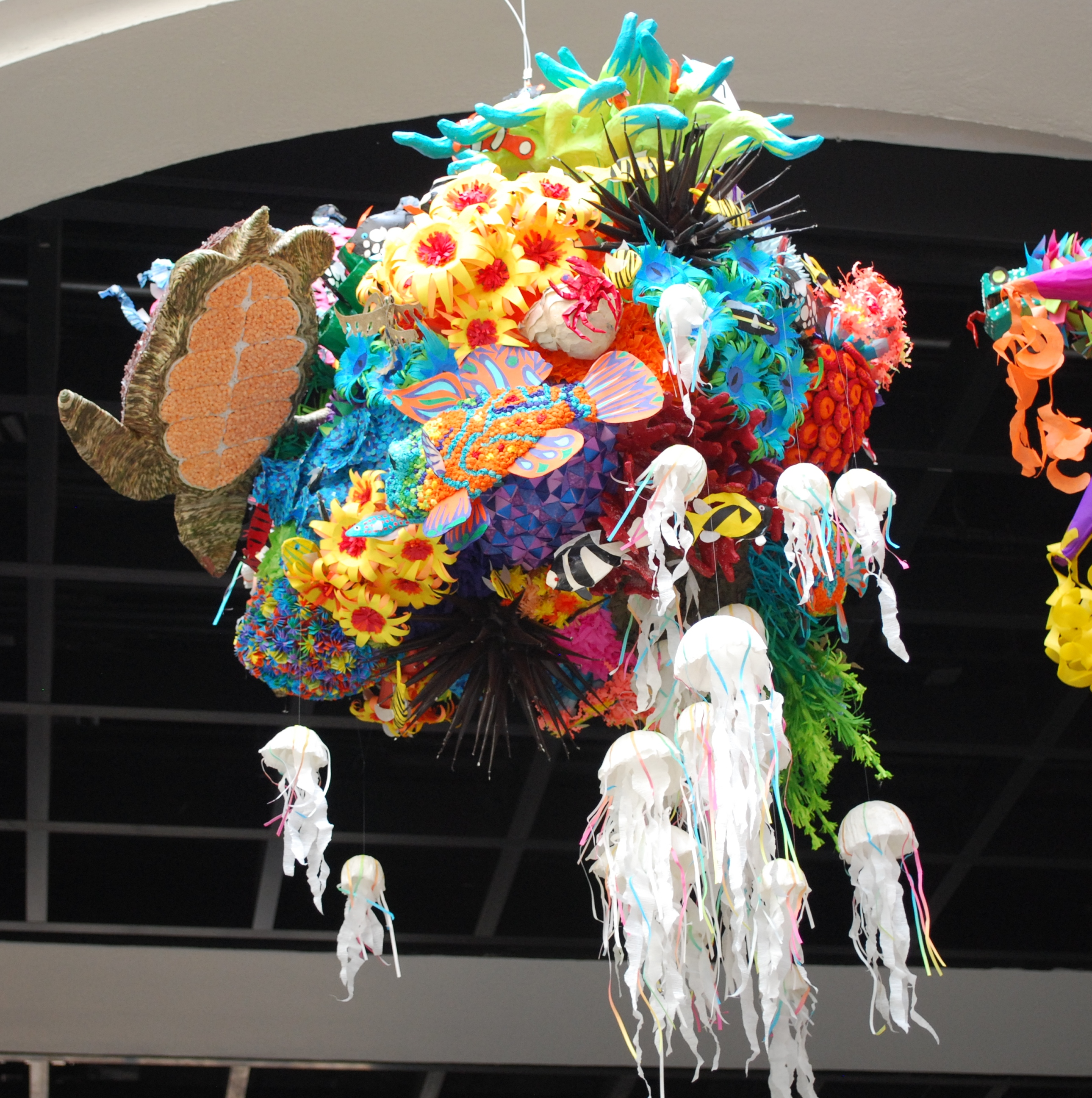
شعاب مرجانية بِنياتة فازت بمسابقة متحف الفن الشعبي عام 2013 في مكسيكو سيتي

يتم التعرف بشدة بِنياتة مع المكسيك.  يندرج فن صنع البِنياتة الحديثة تحت عنوان الحرف المكسيكية " الكرتون "، الذي يشير إلى صناعة العناصر من الورق والكرتون. هذا يضع بنياتة في نفس فئة الحرف الورقية amate، وشخصيات يهوذا وalebrijes على طراز مكسيكو سيتي.  أقام متحف Museo de Arte Popular أول "Concurso de Piñatas Mexicanas" (مسابقة بِنياتة المكسيكية) في عام 2007 بجوائز قدرها 15000 و10000 و5000 بيزو. الغرض من المسابقة هو المساعدة في الحفاظ على هذا التقليد والمساعدة في استمرار تقييمه.  أقام متحف ديل كاراكول في مكسيكو سيتي ورشة عمل حول كيفية صنع البِنياتة التقليدية، كجزء من برنامج التوعية للجمهور. 
في حين أن المغزى الديني قد فقد في الغالب، إلا أن الاحتفال الذي يحدث معها ظل على حاله في الغالب. ظلت بيناتاس الأكثر شعبية خلال لاس بوساداس مع احتلال حفلات أعياد الميلاد المرتبة الثانية. كل مشارك، عادة ما يكون طفلًا، سيكون له دور في ضرب البِنياتة، الذي يُعلق من أعلى على سلسلة. تُعصّب عين المشارك، وإعطائه عصا خشبية، ثم غزله عدة مرات. بينما يعمل المشاركون على ضرب البِنياتة، يقوم آخر بتحريكها لجعل الضرب أكثر صعوبة. هناك حد زمني لمحاولات أي شخص، تُميَّز بغناء أغنية تقليدية.  

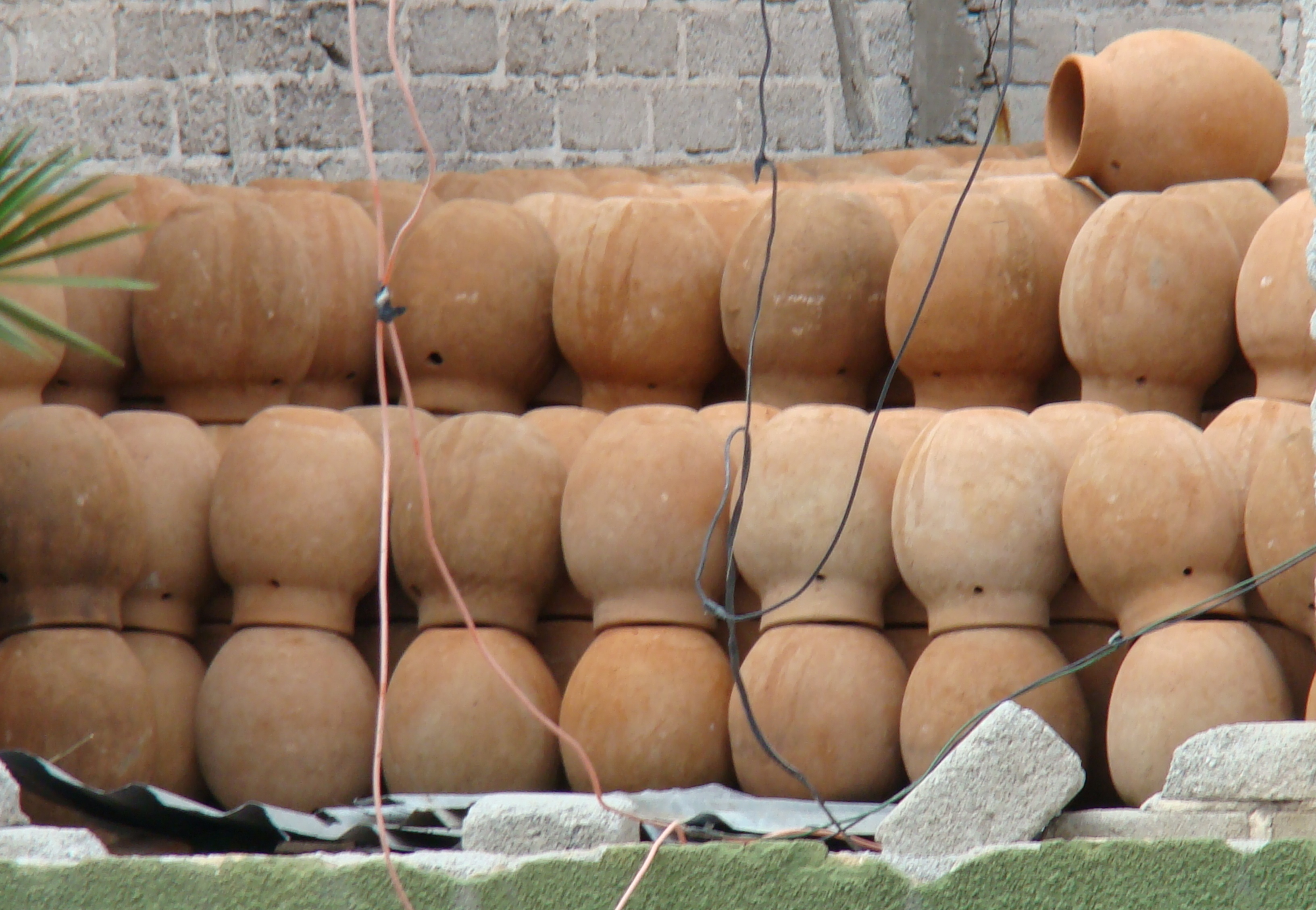
أواني فخارية مصنوعة خصيصًا لإنشاء البِنياتة

صُنعت البنياتة تقليديًا بقاعدة من الفخار ويكسب العديد من الحرفيين لقمة العيش من بيع القدر فقط للناس لتزيينه كما يحلو لهم. ومع ذلك، فقد استُبدلت بِنياتة الأواني الفخارية في الغالب بأخرى مصنوعة من الورق المقوى والورق المعجن، وعادة ما تُصنَع فوق البالونات.  أحد أسباب ذلك هو أن قطع الأواني المكسورة يمكن أن تكون خطرة على الأطفال.  ثم تُزين بورق كريب وورق ملون آخر وأشياء أخرى.  تأتي البنياتة اليوم بجميع الأشكال والأحجام، ويمثل العديد منها شخصيات كرتونية أو شخصيات أخرى معروفة لمعظم الأطفال. يمكن أن تشمل الأشكال الشائعة اليوم باتمان، سوبرمان، سبايدر مان أو شخصيات تستند إلى أفلام وبرامج تلفزيونية شهيرة مثل نيمو، الأسد الملك والمزيد. لعيد الميلاد، النمط التقليدي مع النقاط شائع لأنه مرتبط بنجمة بيت لحم.   ومع ذلك، بالنسبة للجزء الأكبر، سوِّقَت تصميمات بِنياتة بالكامل. 

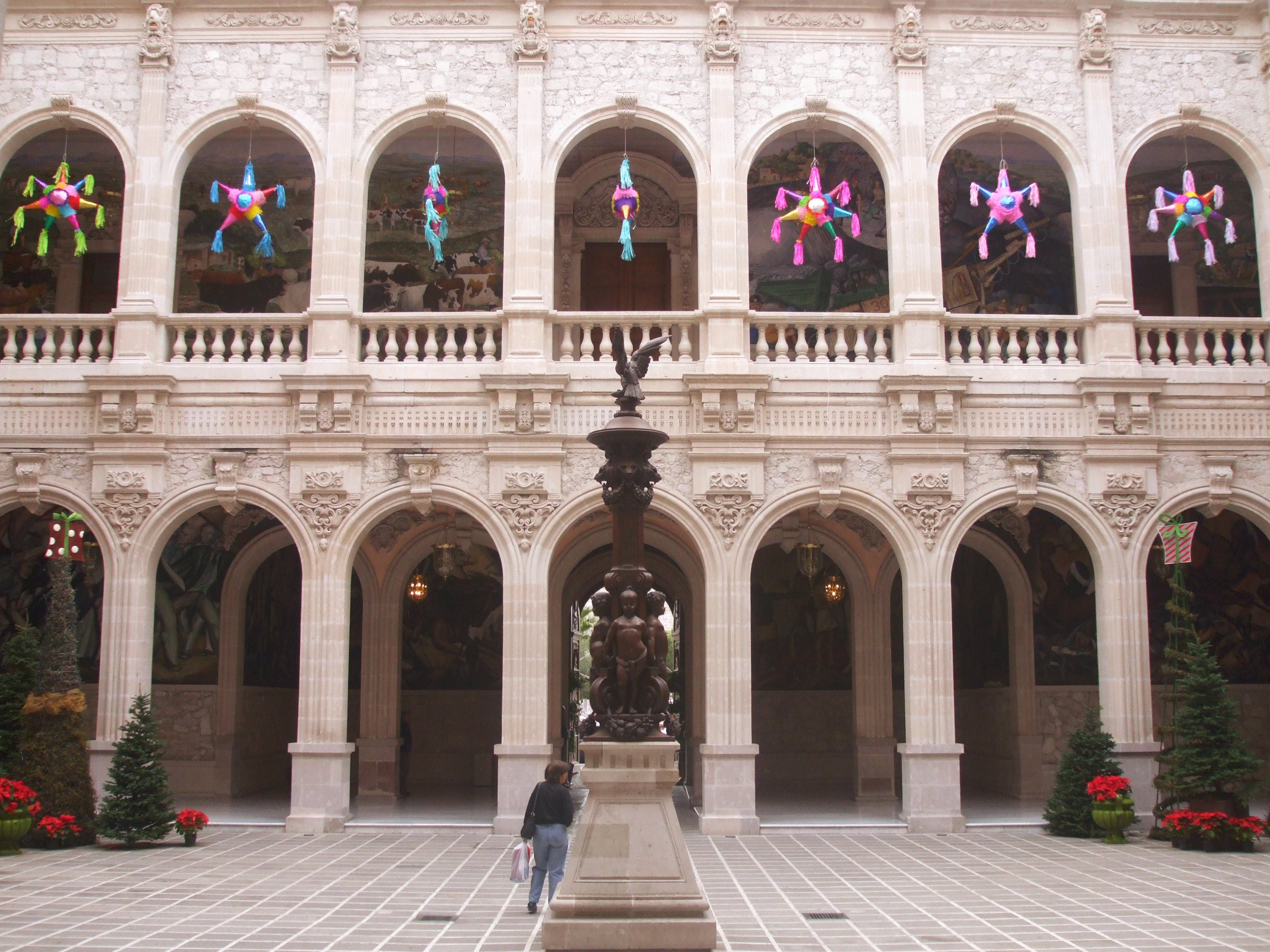
فناء القصر الحكومي في تشيهواهوا مزين بعيد الميلاد.

تقليديا في المكسيك، وخاصة في عيد الميلاد، تمتلئ البِنياتة بالفواكه والحلويات مثل الجوافة والبرتقال والجيكاما وقطع قصب السكر والحلويات الملفوفة. بعض البِنياتة عبارة عن "مصائد" مملوءة بالدقيق أو النثار أو الماء. يمكن إعطاء سلال خاصة من المكافآت للأطفال الذين يخرجون خالي الوفاض بعد كسر البِنياتة. هذه تسمى colaciónes وتعطى لمنع إيذاء المشاعر. 
هناك عدد من المحليات في المكسيك التي تتخصص في صنع البِنياتة للبيع. Acolman، أصل البنيات، جنبا إلى جنب مع Otumba المجاورة واحدة.  يستضيف أكولمان معرض بِنياتة الوطني السنوي. يتضمن هذا الحدث فعاليات ثقافية وورش عمل حول صناعة البِنياتة ومسابقات بِنياتة وبوساداس التقليدية. اجتذب الحدث ما يصل إلى 100000 زائر خلال الأيام التي يقام فيها، وكثير منهم يأتون من مكسيكو سيتي. 
نحو 400 عائلة في بلدة سان خوان دي لا بويرتا، في جنوب بلدية كورامارو في غواناخواتو، مكرسة لإنشاء البنيات، وتنتج نحو 16000 قطعة كل شهر. تدعم صناعة البِنياتة نحو نصف سكان المدينة. إنه ثاني أهم نشاط اقتصادي بعد الزراعة. بدأ هذا التقليد في عام 1960 من قبل خوان ريميجيو أنجيانو، الذي جلب الحرفة إلى المدينة بعد أن عاش في مكسيكو سيتي. اليوم، تُباع البِنياتة من المدينة في أجزاء مختلفة من الولاية. 
في المنشأة العقابية في Huajuapan de León، يصنع السجناء البِنياتة لبيعها. بدأ هذا عندما أحضر العديد من السجناء الحرفة معهم عندما سُجنوت منذ نحو عشرين عامًا. أصبحت هذه البِنياتة تقليدية بالنسبة لسكان المدينة في عيد الميلاد. 
أكثر الأوقات ازدحامًا لبيع البيناتاس في المكسيك هو شهر ديسمبر بالنسبة لبوساداس. خلال الأوقات الاقتصادية السيئة، يمكن أن تنخفض مبيعات البِنياتة بنسبة تصل إلى ثلاثين بالمائة كما كانت في عام 2008. 

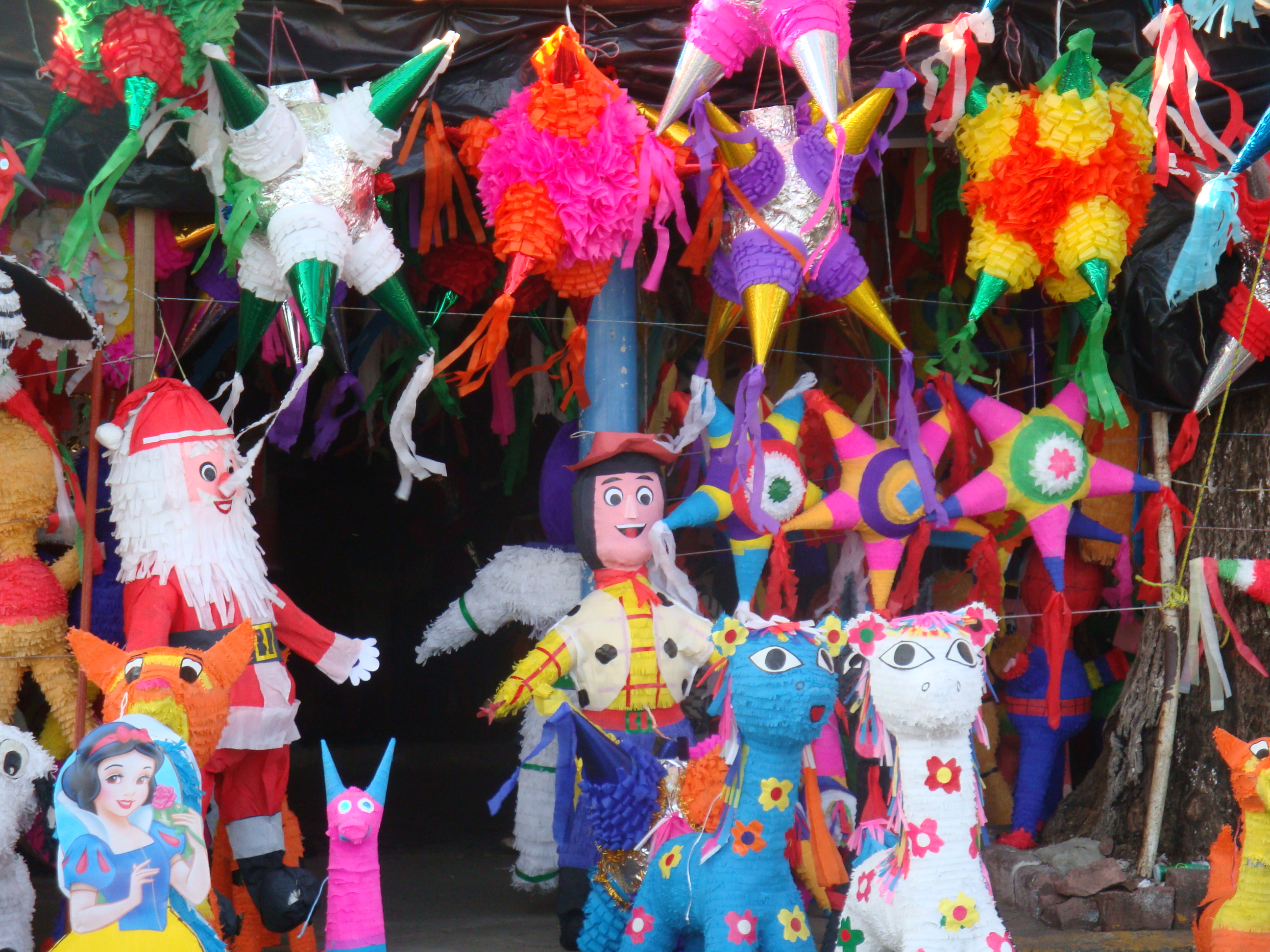
متجر في تاباسكو يبيع كل من البِنياتة التقليدية ذات الشكل النجمي والتصميم المعاصر.

لا يزال شكل النجمة، أو الكرة ذات النقاط، شائعًا في موسم الكريسماس، ولكن بالنسبة للأحداث الأخرى، فإن التصميمات التقليدية مثل الحمير كانت تقريبًا بالكامل  استُبدل بشخصيات كرتونية تستند إلى الأفلام والبرامج التلفزيونية الأمريكية.  ومع ذلك، فإن معظم البِنياتة التي أنُتِجت بناءً على هذه الصور لا تتبع قانون حقوق النشر،  الذي تسبب في مشاكل. اشتكى أصحاب حقوق الطبع والنشر مثل Marvel Comics من انتهاك صانعي البِنياتة في المكسيك. وردت السلطات الفيدرالية بمصادرة مثل هذه البضائع في متاجر في مناطق مختلفة من مكسيكو سيتي. يشتكي الباعة من أنهم باعوا هذه البيناتا لعقود ولم يواجهوا أي مشاكل.  يذكر أولئك الذين واجهوا مشاكل مع قانون حقوق النشر أنه من الصعب بيع أنواع أخرى لأن معظم العملاء يفضلون شراء تلك القائمة على الشخصيات الشعبية.  تصدر المكسيك البِنياتة إلى الولايات المتحدة وأجزاء أخرى من العالم، لكن حقوق النشر كانت مشكلة هناك أيضًا.   استُولِيَ على البنياتة المستندة إلى Disney وشخصيات أخرى على الحدود لانتهاكها قانون حقوق النشر الأمريكي.  واستُولِيَ على بعضها وتدميرها من قبل موظفي الجمارك للاشتباه في إخفاء المخدرات. 
أحد الأسواق المتخصصة في البنياتة في المكسيك هو السوق المخصص للبالغين. وتشمل هذه الشخصيات السياسية، وخاصة أولئك الذين لا يحبون بشكل خاص.   نوع آخر لسوق البالغين هو البِنياتة ذات الطابع الجنسي، ومعظمها في شكل راقصات ومتعريات. من بين الإناث من هذا النوع، الأكثر شعبية هي الشقراوات. بالنسبة للذكور، يفضل استخدام الظلال الداكنة.   سوف تمتلئ هذه البِنياتة بأشياء للبالغين مثل الواقي الذكري بالإضافة إلى الحلوى. 

## في الولايات المتحدة الأمريكية

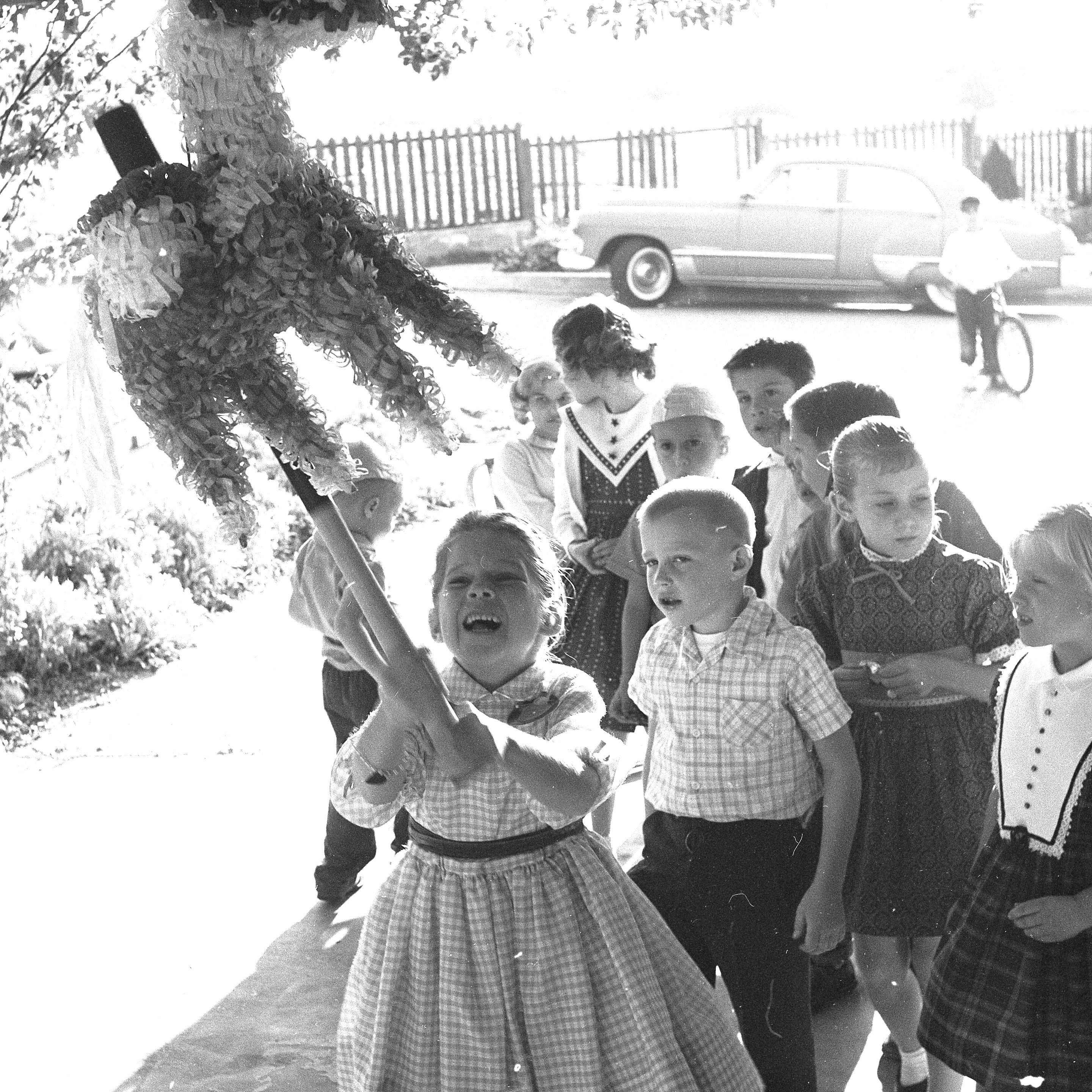
فتيات يضربن بِنياتة في مرآب في كاليفورنيا، 1961

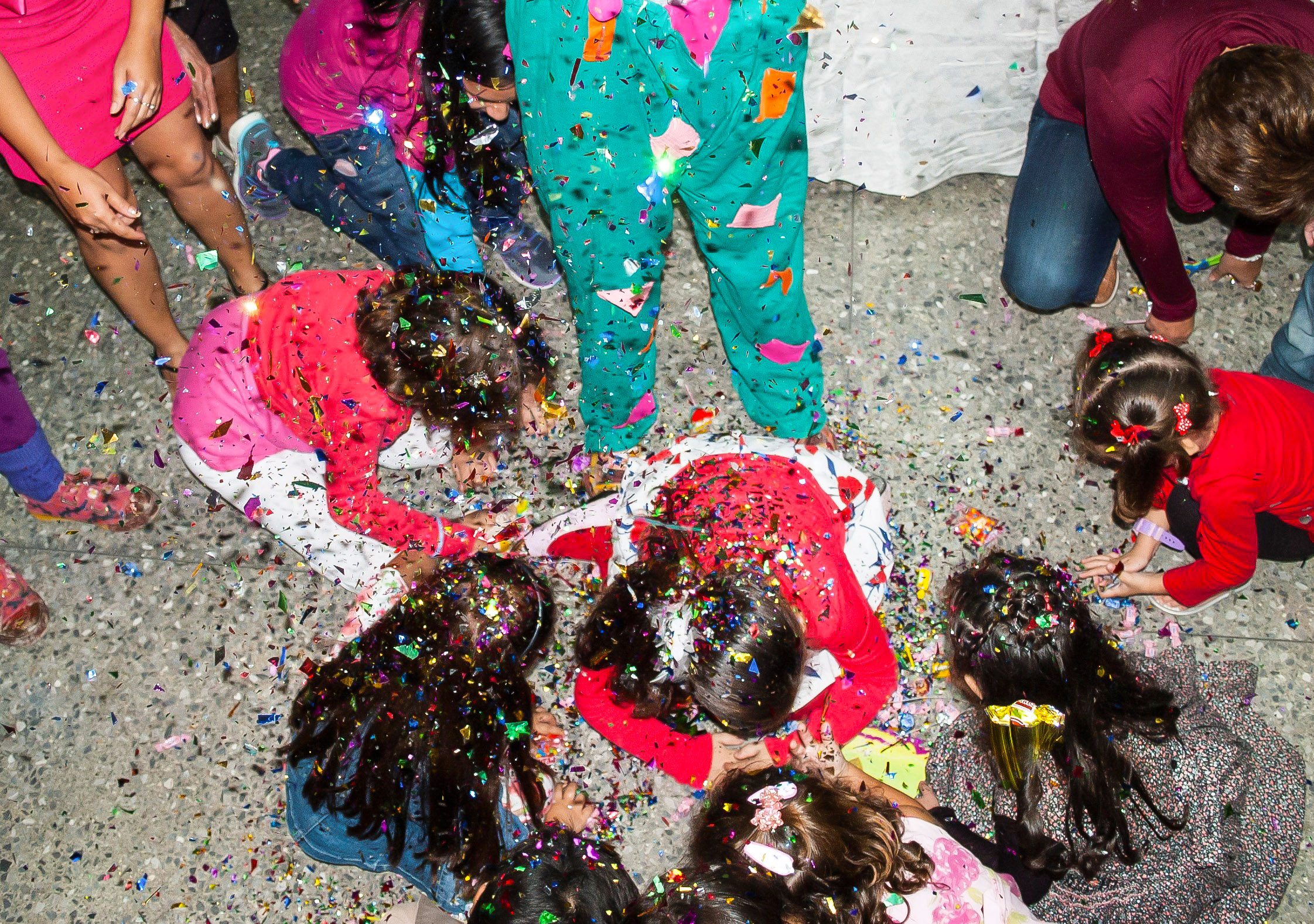
أطفال يلعبون في بِنياتة حلويات

أصبح بيناتاس أيضًا شائعًا في المجتمعات المكسيكية الأمريكية وغيرها من المجتمعات اللاتينية واللاتينية في الولايات المتحدة، فضلاً عن السكان غير اللاتينيين. تُستخدم لحفلات أعياد الميلاد وعيد الميلاد واحتفالات Cinco de Mayo.    
تدور لعبة الفيديو فيفا بيناتا لعام 2006 حول عالم تتنافس فيه البِنياتة لتُختار لحفلات أعياد ميلاد الأطفال. أُنشِئ برنامج تلفزيوني منفصل بعنوان Viva Piñata لزيادة مبيعات لعبة Xbox التي أنشأتها Microsoft. 

## تقاليد مماثلة

### أوروبا
تقليد مماثل في الدنمارك هو slå katten af tønden ("اضرب القطة خارج البرميل") حيث تُضرب برميل خشبي لإطلاق الحلوى. 
في كاتالونيا، لوحظ تقليد Christmastide المعروف باسم "fer cagar el tió" ("جعل الحطب يتغوط"). تُلق قطعة من الخشب ببطانية قبل عدة أيام من عيد الميلاد وتُغذى بالعشب. عشية عيد الميلاد، تُضرب الجذوع بشكل متكرر بالعصي من أجل جعله "يتغوط". ثم تُزال البطانية للكشف عن الهدايا التي طُردت بواسطة السجل.
في إيطاليا، كانت الأعياد مع لعبة شبيهة بلعبة البِنياتة، تسمى pentolaccia، يُحتفل بها في يوم الأحد الأول من الصوم الكبير.

### آسيا
في ولاية ماهاراشترا بالهند، لوحظ تقليد آخر مماثل يسمى Dahi Handi في مهرجان Janmashtami، عيد ميلاد اللورد كريشنا. تمثل الأيقونات تصوير الطفولة للورد كريشنا على أنه ماخان تشور المؤذ (لص الزبدة). تُلعق الأواني الفخارية المليئة باللبن أو المال أو الحلوى، بدلاً من الزبدة، في الساحات العامة أو في الشوارع على ارتفاع يتحدى ضمنيًا الشباب لكسرها. وضعت الفرق تخطيطًا ومهارة وجهدًا رائعًا لتشكيل أهرام بشرية، كل واحدة أعلى من الأخرى، في محاولة لكسر الوعاء والمطالبة بالجائزة. 
في قرى جنوب الهند، تتميز المهرجانات بمسابقة تسمى Uri adithal (كسر وعاء معصوب العينين) والتي تشبه إلى حد كبير حدث بِنياتة. 
في اليابان، تُلعب لعبة مماثلة تسمى suikawari حيث تُستخدم قشرة البطيخ. 
في الفلبين، تُلعب لعبة مشابهة تسمى hampas- palayok أو pukpok-palayok  (hit-the-pot) خلال المهرجانات الفلبينية والحفلات التقليدية (على سبيل المثال، أعياد الميلاد)، حيث يكون وعاء فخاري مليئًا بالمكافآت و/ أو الجوائز المستخدمة. تظهر أيضًا đập nêu (ضرب القدر) في العادات الفيتنامية التقليدية.